# Janti (Mojoagung)
Janti is een bestuurslaag in het regentschap Jombang van de provincie Oost-Java, Indonesië. Janti telt 3018 inwoners (volkstelling 2010).